# George Barati
George Barati (* 3. April 1913 in Győr in Ungarn; † 22. Juni 1996 in San José, Kalifornien; eigentlich Gyorgy Braunstein) war ein US-amerikanischer Cellist, Dirigent und Komponist ungarischer Herkunft.

## Leben
Barati erhielt seine erste musikalische Ausbildung an der Musikschule in Győr. Er schloss sein Musikstudium 1935 an der Franz-Liszt-Musikakademie in Budapest ab. Schon während seiner Studienzeit wurde er erster Cellist am Budapester Symphonie Orchester und am Opernhaus. 1938 siedelte Barati nach Amerika über. Von 1939 bis 1943 studierte er Komposition bei Roger Sessions an der Princeton University, derweil er selbst das Cellospiel unterrichtete. 1946 wurde er Cellist beim San Francisco Symphony Orchestra. In dieser Zeit bekam er auch erste öffentliche Anerkennung als Komponist. 1950 ging er nach Honolulu als Musikdirektor des Honolulu Symphony Orchestras. 1956 ernannte man ihn zum künstlerischen Leiter der Honolulu-Opernfestspiele. Die Universität von Hawaii verlieh Barati ein Ehrendoktorat für Musik. Er begann jetzt eine ausgedehnte internationale Karriere als Dirigent und dirigierte fast 100 Orchester auf fünf Kontinenten. 1968 kehrte Barati zurück und wurde Co-Direktor des Villa Montalvo Centers für Kunst in Saratoga (Kalifornien). Von 1971 bis 1980 war er Musikdirektor des Santa Cruz (Kalifornien) County Symphony Orchestras. 

## Werke (Auswahl)
- Chant of Light für Orchester
- Chant of Darkness für Orchester
- The Dragon and the Phoenix
- 3 Inventionen für Pauke
- Kammerkonzert
- Lumberjack für Posaune
- Polarization für Orchester
- Quartett für Cembalo, Flöte, Oboe und Kontrabass
- Sonate für Violine und Klavier
- Symphonie Nr. 1 Alpine
- Triple Exposure für Cello